# Rhodeus atremius
Rhodeus atremius är en fiskart som först beskrevs av Jordan och Thompson 1914.  Rhodeus atremius ingår i släktet Rhodeus och familjen karpfiskar. Inga underarter finns listade i Catalogue of Life.
Rhodeus atremius är upp till 6 cm lång. Honor har ett äggläggningsrör så att de kan lägga äggen på insidan av musslor. De nykläckta ungarna stannar i musslan tills de får simförmåga.
Arten lever i vattendrag med sötvatten (små floder och bäck) på ön Kyushu i Japan. Vattentemperaturen ligger mellan 10 och 25 °C.
Vattendragens vatten används för bevattningsprojekt vad som hotar beståndet. Ett annat hot är vattenföroreningar. Dessutom fångas flera exemplar som sedan hölls i akvarier. IUCN kategoriserar arten globalt som nära hotad.